# Röseboviken
Röseboviken är en sjö i Vänersborgs kommun i Dalsland och ingår i Göta älvs huvudavrinningsområde. Sjön har en area på 0,193 kvadratkilometer och ligger 62 meter över havet.

## Delavrinningsområde
Röseboviken ingår i det delavrinningsområde (648623-128673) som SMHI kallar för Utloppet av Stora Hästefjorden. Medelhöjden är 69 meter över havet och ytan är 50,05 kvadratkilometer. Räknas de 8 avrinningsområdena uppströms in blir den ackumulerade arean 190,13 kvadratkilometer. Dalbergsån (Flagerån) som avvattnar avrinningsområdet har biflödesordning 2, vilket innebär att vattnet flödar genom totalt 2 vattendrag innan det når havet efter 172 kilometer. Avrinningsområdet består mestadels av skog (26 procent), öppen mark (15 procent) och jordbruk (35 procent). Avrinningsområdet har 8,53 kvadratkilometer vattenytor vilket ger det en sjöprocent på 17 procent.